# 15 août (film, 2001, Giannaris)
Pour les articles homonymes, voir 15 août (cinéma).
Pour plus de détails, voir Fiche technique et Distribution.
15 août (Δεκαπενταύγουστος (Decapendavgoustos)) est un film grec réalisé par Constantínos Giánnaris et sorti en 2001.

## Synopsis
Trois couples habitant le même immeuble à Athènes partent en vacances en août. Un jeune délinquant, âgé de 17 ans, poursuivi par la police, se réfugie dans leur immeuble. Il pénètre dans tous les appartements. Ses explorations lui révèlent les vies des habitants. De leur côté, les couples se déchirent et courent à la catastrophe. Quatre récits parallèles en découlent. Un miracle dû à la Vierge amène un happy end.

## Fiche technique
- Titre : Quinze Août
- Titre original : Δεκαπενταύγουστος (Decapendavgoustos)
- Réalisation : Constantínos Giánnaris
- Scénario : Constantínos Giánnaris
- Direction artistique : Michalis Samiotis
- Décors :Michalis Samiotis
- Costumes : Connie Manos
- Photographie : Angelos Viskadourakis
- Son : Thymios Kolokoussis
- Montage : Ioanna Spyliopoulou
- Musique : Akis Daoutis
- Production : Attica SA, Centre du cinéma grec, JN Leoussi Group, Prooptiki SA, avec le soutien de MEDIA (Union européenne)
- Pays d'origine :  Grèce
- Langue : grec
- Format : Couleurs - Format 35 mm
- Son : Dolby SR
- Genre : Drame
- Durée : 105 minutes
- Dates de sortie : 2001

## Distribution
- Argyris Xafis
- Stathis Papadopoulos
- Theodora Tzimou
- Costas Kotsianidis
- Amalia Moutousi
- Eleni Kastani

## Récompenses
- Festival international du film de Thessalonique 2001 : Prix du meilleur film de l'Association de critiques grecs de cinéma
- Sélection à la Berlinale 2002
- Festival international du film de Tróia 2002 : meilleur scénario (dauphin d'argent)